# ハラフシグモ科
ハラフシグモ科（ハラフシグモか、Liphistiidae）は、クモ目に所属する分類群の一つ。腹部に体節のあとが色濃く、クモ目の中で特に原始的なものと考えられる。

## 概説
ハラフシグモ科は日本のキムラグモ等を含む分類群で、腹部にはっきりした体節の跡を残すだけでなく、糸疣の位置と形もそれが付属肢起源であることをはっきり示す特徴を持つ。そのような点から、現生のクモ目中、この科のみで独自のハラフシグモ亜目をなし、いわゆる生きている化石として、分類学上は重視されている。
習性としては地中生活で、いわゆるトタテグモとよく似た生活をするが、巣穴はより粗末である。全て東南アジアから東アジアに分布し、著しい地方変異を示す。

## 特徴
全体の姿はトタテグモ類によく似たもので、丸い腹としっかりした歩脚、それに歩脚とほとんど区別できない触肢を持つ。
体長は7-40mmと中型から大型のクモ類で、黄色系から褐色、黒褐色などの体色を持つ。雄は雌よりやや華奢な程度で、はっきりした性差はない。
頭胸部はやや縦長でおおよそ楕円形、頭部は盛り上がり、その中央前方に8眼が寄り集まる。顎は太く短くて頑丈。下面にある胸板はごく幅が狭い。
歩脚4対はいずれも同じくらいの長さ、頑丈でよく発達する。触肢は、雌ではやや短いものの見かけ上では他の歩脚と変わらない。雄では交接のための触肢器官があるが、長さは歩脚とさほど変わらない。触肢器官は先端の節に貯精嚢と交接器等に当たる栓子などの構造が発達するほか、そのやや下から横に伸びた小杯葉があるなど、複雑に発達する。
腹部は楕円形。背面には体節に相当する背板が並ぶ。腹面でも糸疣のある区画の前後で体節の区分がはっきり見られる。前方には二対の書肺がある。書肺の間に生殖孔が開く。また後端には肛門がある。
もっとも特殊なのは糸疣である。この科のもの以外のクモでは糸疣は腹部後端の肛門の直前にあるが、この科のものでは腹部のほぼ中央にある。その位置は腹部の第四節、第五節にあたり、それぞれの中央に2対ずつ、計4対あり、いずれも外側が大きく、内側は小さい。特に両節の外側のものは大きいだけでなく、半ばから先の部分が多くの節に分かれている。ただし、キムラグモ亜科の種では後方第五節の内側の対が癒合しており、3対＋1という構成となっている。
このような構成は糸疣が付属肢起源であり、外肢と内肢から生じたものであることを示すものと考えられ、またこれ以外のクモ類（糸疣は普通は三対）における外疣・中疣・後疣に第四節外側・第五節内側・第五節外側が、また一部のクモで見られる篩板や間疣に第四節内側のものが対応すると考えられている。

## 習性

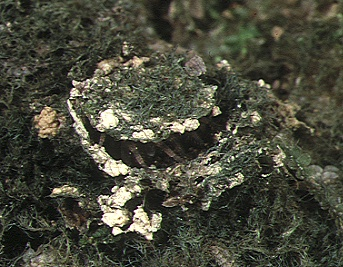
ヤンバルキムラグモの巣入り口・扉の隙間から歩脚の先端が見える

地中性で、土の斜面にその面にほぼ垂直に穴を掘り、ほとんど巣穴内で生活する。巣穴は比較的湿った地面に掘られ、内部は湿度が高い状態に保たれている。穴の入り口には円形で一箇所（だいたいは上側）で繋がった片開き式の扉があるという、トタテグモ類と同様の巣で生活をする。キムラグモ属などでは単に入り口に扉があるだけだが、ハラフシグモ亜科のものでは、さらに入り口から周囲の地表に放射状に伸びた受信糸が張られ、これに虫などが触れるとクモにそれが伝わるとされる。いずれにせよ、クモは巣穴の入り口付近に潜み、獲物が近づくと飛び出してくわえて巣穴に持ち込む。
なお、巣の入り口の扉は糸で作られ、内側は真っ白だが外側には土などが付けられ、蓋を閉じると見分けがつきにくい。糸は巣穴の内側にも張られるが、普通のトタテグモ類では巣穴全体の裏打ちをするのに対して、この類では入り口付近のみに限られ、それより奥では直接に土壁となっている。
夏から秋に雄は成熟し、雌の住居を探し、その入り口で向かい合った形で交接を行う。雌は巣の奥に蓋の着いた椀型の卵嚢を作る。

## 分布
この科には2亜科と6属があるが、それらの分布はほぼ分離している。ハラフシグモ亜科のハラフシグモ属はミャンマーからインドシナ半島、マレー半島とスマトラ島に分布する。
他方、キムラグモ亜科は日本、中国、ベトナムから知られる。このうち、キムラグモ属は九州から中琉球まで、オキナワキムラグモ属は中琉球から南琉球、そしてAbcanthelaは中国西部、Songthelaが中国東部、Vinathelaが中国南部と、重複する部分はあるが、ほとんど分かれて分布している。日本のキムラグモはかつては単一種と考えられていたが、地域によって種分化が起きていることが知られている。なお、キムラグモ類の分布の型（九州から琉球列島と大陸中国）から、台湾に分布があるのではないかという考えがあったが、今に至るも発見されていない。

## 系統と分類
この類はクモ類の中で特に原始的な特徴を持つものと考えられる。二対の書肺や歩脚と触肢の分化がさほど見られない点はトタテグモ亜目のものとも共通であるが、腹部に見られる体節の痕跡や付属肢由来であることを強く示唆する糸疣の状態などはこの類だけに見られるものである。古生代デボン紀から石炭紀の化石として知られるごく初期のクモ類には、この類と共通の特徴が見られる。そのためにこの科のクモは生きた化石とも言われる。
このような特徴は現生種ではこの科のみであるから、単独でそれ以外の全てのクモ類に対置してハラフシグモ亜目 Mesothelae を構成する。分岐図では、クモ目のうちの一番基部で分岐したとの結果が得られている。この亜目は別名を中疣類と言い、これは糸疣が腹部下面の中央にあることによる。なお、かつてはこれを古疣類 Archaeothelae と称した。
かつては糸疣を四対八個持つものをハラフシグモ科、七つのものをキムラグモ科としたが、現在では両者をハラフシグモ科に含め、それぞれを亜科の位置に扱っている。
ハラフシグモ亜科には1属47種があり、キムラグモ亜科には5属32種が知られる。日本からはオキナワキムラグモ属に7種、キムラグモ属に9種が記載されている。詳細についてはハラフシグモ科の属種を参照されたい。
Liphistiidae ハラフシグモ科
- Liphistiinae ハラフシグモ亜科
  - Liphistius ハラフシグモ属
- Heptathelinae キムラグモ亜科
  - Abcanthela
  - Heptathela キムラグモ属：キムラグモ
  - Ryuthela オキナワキムラグモ属
  - Songthela
  - Vinathela

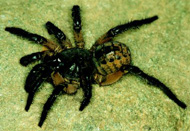
ハラフシグモ属の1種
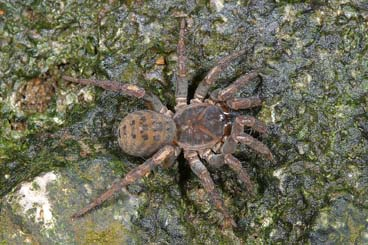
オキナワキムラグモ